# 廬山市
廬山市（ろざん-し）は中華人民共和国江西省九江市に位置する県級市。

## 行政区画
- 鎮:南康鎮、白鹿鎮、温泉鎮、星子鎮、華林鎮、蛟塘鎮、横塘鎮、牯嶺鎮、海会鎮
- 郷:蓼南郷

## 交通

### 道路
- 高速道路
  - S37 九江環状高速道路

## 観光
|  | 説明         |
|  | ------------ |
|  | 陶淵明の石像 |
|  | 廬山風景区   |